# Koriatovic
«Корятович» (чеськ. Koryatovič) — фільм знятий в 1922 році режисером Яном Юст-Розвода на Закарпатті (тодішня Podkarpatska Rus).

## Сюжет
На Закарпатті жив князь Лаборець, якому боги подарували чудодійний перстень, що приносив удачу на війні, а країні – мир і процвітання. 
Грубий угорець Золтан, який уособлює насильство, яке століттями чиниться над русинським народом, оголошує князеві війну. Він зазнає поразки і потрапляє в полон у бою. 
Золтан викрадає його чудодійний перстень і, таким чином, його силу під час пиятики, влаштованої на святкування перемоги, і у сутичці у відповідь він перемагає Лаборека. 
Перстень відвертає руку долі з магічною силою, Золтан гине в його сяйві. Проте доньку Лаборца Світлану угорці засліпили. Тоді правили інші князі з роду Лейбористів, а сяючий перстень був символом непокори. Останній нащадок роду довірив перстень своїй доньці, яка його загубила. 
Настало 500 років гноблення та насильства. Лише в 1380 році прийшов князь Федір Корятович, який зібрав своїх співвітчизників і разом з ними розгромив угорців і переможно рушив у визволену землю.

## У ролях
- Theodor Pištěk - Федір Корятович
- Olga Augustová - Домініка, дочка Золтана
- Otto Zahrádka - Угорський ґвалтівник Золтан
- Rudolf Myzet - Король Людовик Великий
- Bronislava Livia - Світлана
- Karel Fiala - Герцог Лаборець, батько Світлани
- Arnošt Kulhánek - Патріарх
- Nikolaj Pevnyj - боярин Леодар
- Hugo Svoboda - Молдавський боярин Богдан
- Alfred Baštýř - Ад'ютант Золтана
- Mykola Sadovskyj - останній Лаборець
- Karel Lamač - Друг Федора
- Luigi Hofman - вельможа
- та інші (Růžena Maturová, Jan W. Speerger, Josef Zora, Vladimír Smíchovský, Alois Charvát)

## Творча група
Режисер
Jan Just-Rozvoda

### Фільмова ідея
Karel Figdor

### Сценаристи
Karel Figdor, Vasyl Pačovskyj

### Оператор
Otto Heller

### Архітектор
Vilém Rittershain

### Митець
J. M. Gottlieb

## Цікаві факти
- Це перший чехословацький фантастичний фільм.

- Плівкові матеріали вважаються втраченими.

- Зйомки фільму фінансували Підкарпатський банк в Ужгороді та Мукачівський банк Escompt. Фільм коштував 700 000 крон.

## Світлини

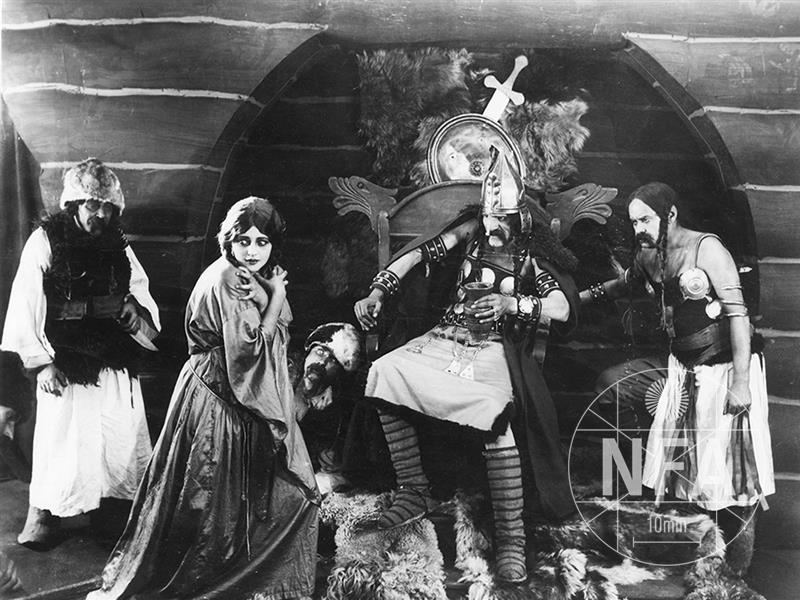
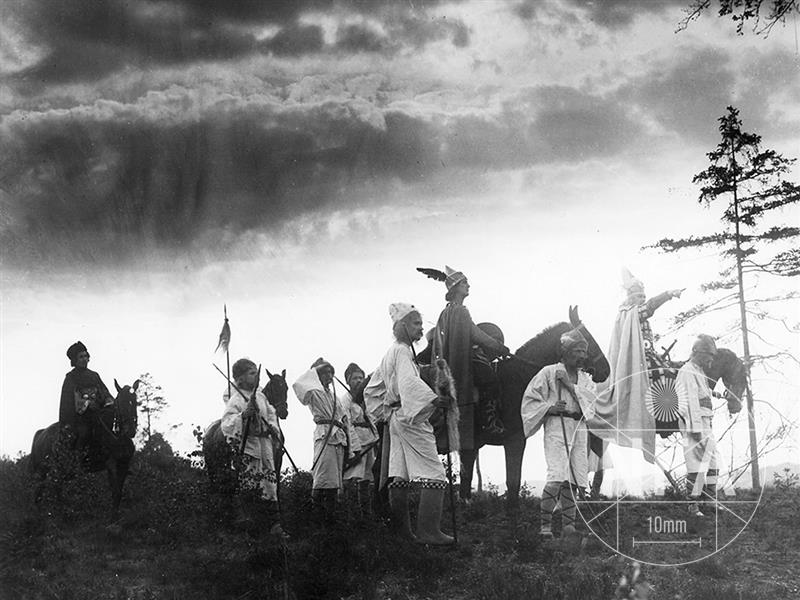
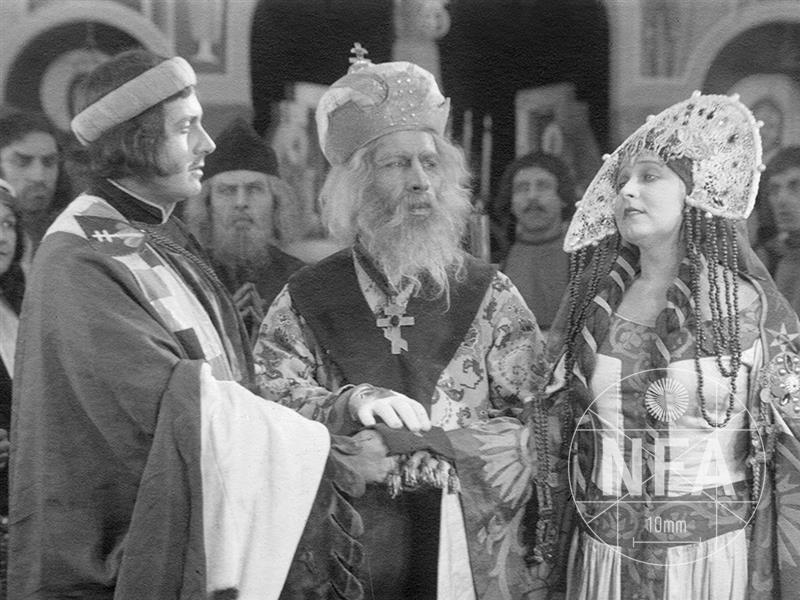